# Efecto de la cortina de baño

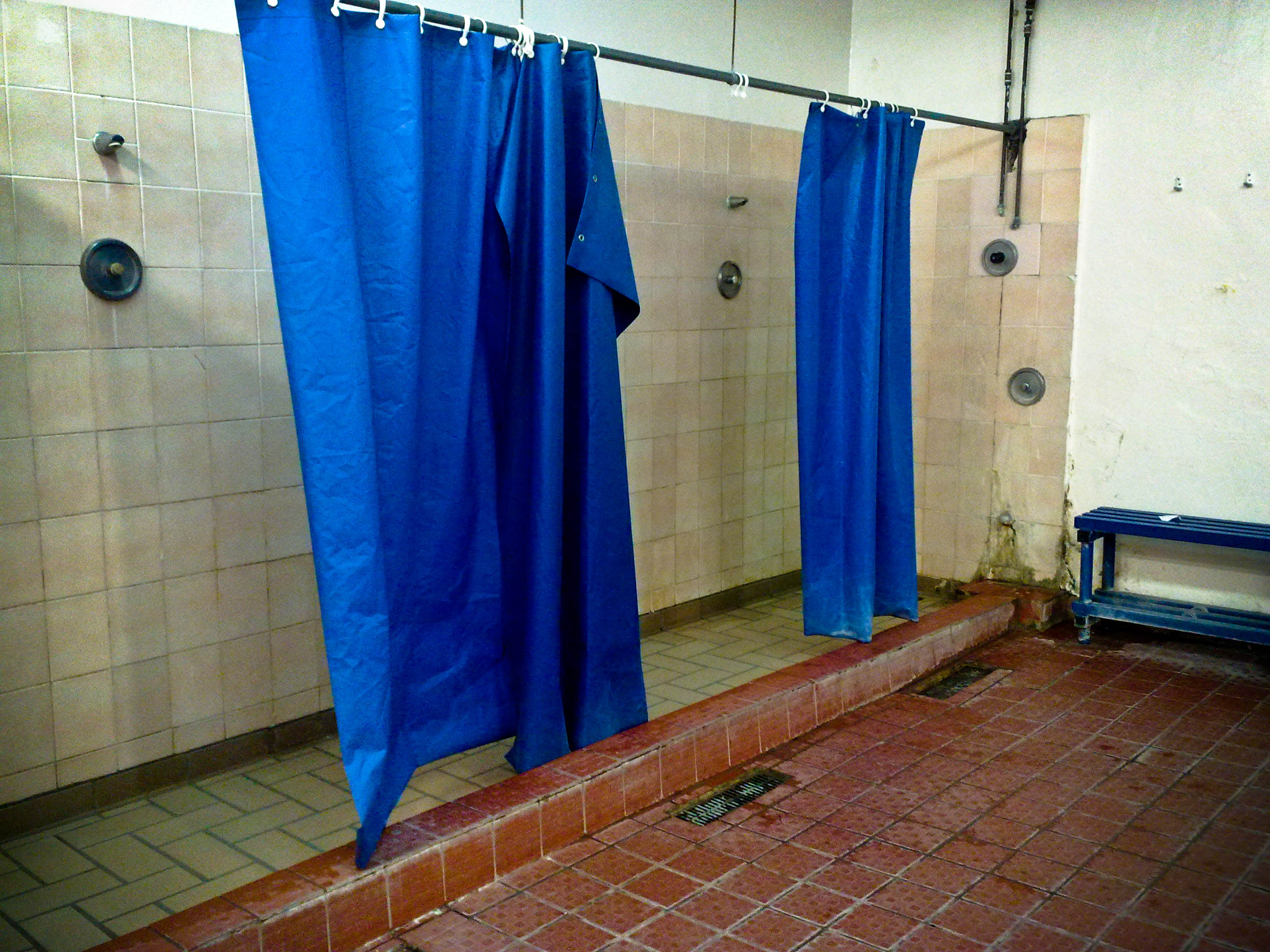
Cortina de baño

El efecto de la cortina de baño en física describe el fenómeno de cómo una cortina de baño se mueve hacia adentro con la ducha abierta.  El problema de identificar la causa de este efecto ha sido presentado en la revista Scientific American con varias teorías para explicar el fenómeno pero sin una conclusión definitiva. 
El efecto de cortina de baño también se puede usar para describir la observación de cómo las distorsiones del frente de fase cercanas a una onda óptica son más severas que las distorsiones remotas de la misma amplitud. 

## Hipótesis

### Hipótesis de flotabilidad
También llamado efecto de chimenea o efecto acumulativo, observa que el aire caliente (de la ducha caliente) se eleva sobre la cortina de la ducha cuando el aire más frío (cerca del piso) se mete por debajo de la cortina para reemplazar el aire ascendente.  Al empujar la cortina hacia la ducha, el vórtice (de rango corto) y el efecto Coandă se vuelven más significativos. Sin embargo, el efecto de cortina de ducha persiste cuando se usa agua fría, lo que implica que este no puede ser el único mecanismo en el trabajo.
Ver también Torre de refrigeración . 

### Hipótesis del efecto Bernoulli.
La explicación más popular para el efecto de cortina de ducha es el principio de Bernoulli.  El principio de Bernoulli establece que un aumento en la velocidad da como resultado una disminución en la presión.  Esta teoría supone que el agua que sale de un cabezal de ducha hace que el aire a través del cual se mueve el agua comience a fluir en la misma dirección que el agua.  Este movimiento sería paralelo al plano de la cortina de ducha.  Si el aire se está moviendo a través de la superficie interior de la cortina de la ducha, el principio de Bernoulli dice que la presión del aire bajará. Esto daría lugar a un diferencial de presión entre el interior y el exterior, haciendo que la cortina se mueva hacia adentro. Sería más fuerte cuando el espacio entre la persona que se esté duchando y la cortina sea más pequeño,causando que la cortina se adhiera a quien se está bañando.     

### Hipótesis de vórtice horizontal.
Una simulación de computadora de un baño típico encontró que ninguna de las teorías anteriores se desarrollaba en su análisis, pero en cambio encontró que el rociado de la ducha impulsa un vórtice horizontal.  Este vórtice tiene una zona de baja presión en el centro, que chupa la cortina.
David Schmidt, de la Universidad de Massachusetts, recibió el Premio Ig Nobel de Física en 2001 por su solución parcial a la pregunta de por qué las cortinas de baño se mueven hacia adentro.  Utilizó un código de dinámica de fluidos computacional para lograr los resultados.  El profesor Schmidt afirma que esto se hizo "por diversión" en su propio tiempo libre sin becas.

### El efecto Coandă
El efecto Coandă , también conocido como "unión de capa límite", es la tendencia de un fluido en movimiento a adherirse a una pared adyacente.

### Condensación
Una ducha caliente producirá vapor que se condensa en el lado de la ducha de la cortina; Bajando la presión allí.  En estado estable, ese vapor será reemplazado por el nuevo vapor suministrado por la ducha, pero en realidad la temperatura del agua fluctuará y dará lugar a momentos en que la producción neta de vapor sea negativa.     

### Presión del aire
El aire frío más denso del exterior y el calor del aire menos denso del interior causan una mayor presión de aire en el exterior forzando a la cortina de la ducha hacia el interior para igualar la presión del aire, esto se puede observar simplemente cuando la puerta del baño está abierta y permite que el aire frío entre en el baño. 

## Soluciones
Muchas cortinas de baño vienen con características para reducir el efecto de cortina de ducha.  Pueden tener ventosas adhesivas en los bordes inferiores de la cortina, que luego se empujan hacia los lados de la ducha cuando están en uso.  Otros pueden tener imanes en la parte inferior, aunque estos no son efectivos en recipientes de acrílico o fibra de vidrio. 
Es posible utilizar una barra de cortina de baño telescópica para bloquear la cortina en su parte inferior y evitar que se succione hacia adentro. 
Colgar la barra de la cortina más alto o más bajo, o especialmente más lejos de la ducha, puede reducir el efecto.  También se puede usar una barra de ducha curvada (convexa) para sostener la cortina contra la pared interior de una bañera. 
Se puede unir un peso a una cuerda larga y la cuerda a la barra de la cortina en el medio de la cortina (en el interior).  Colgar el peso bajo contra la cortina justo por encima del borde de la bandeja de la ducha o tina hace que sea un  elemento disuasorio eficaz sin permitir que el peso golpee la bandeja o la bañera y la dañe. 
Hay algunas soluciones alternativas que ya sea que se adhieran directamente a la cortina de la ducha, o se adhieran a la barra de la ducha o se adhieran a la pared. 